# Lilium anhuiense
Lilium anhuiense (em chinês: 安徽百合) é uma espécie de planta com flor, pertencente à família Liliaceae. É nativa da China.